# Mohammed Abdulla Mohamed
Mohammed Abdulla Hassan Mohamed (ur. 2 grudnia 1978 roku) – sędzia piłkarski pochodzący z Zjednoczonych Emiratów Arabskich. Od 2010 roku sędzia międzynarodowy.
Mohammed Abdulla Mohamed znalazł się na liście 35 sędziów Mistrzostw Świata 2018.

## Sędziowane mecze Mistrzostw Świata 2018
| Mecz           | Data       | Miejsce                          | Runda        | Wynik | Żółta kartka | Czerwona kartka |
| -------------- | ---------- | -------------------------------- | ------------ | ----- | ------------ | --------------- |
| Francja – Peru | 21.06.2018 | Stadion Centralny, Jekaterynburg | Faza grupowa | 1:0   | 4            | 0               |